# MTV Movie Awards 2000
Vyhlášení amerických filmových cen MTV 2000 se uskutečnilo 3. června 2000 ve studiích Sony Pictures v Culver City v Kalifornii. Moderátorkou ceremoniálu byla Sarah Jessica Parker. Záznam byl odvysílán 8. června 2000.

## Moderátoři a vystupující

### Moderátorka
- Sarah Jessica Parker

### Hudební vystoupení

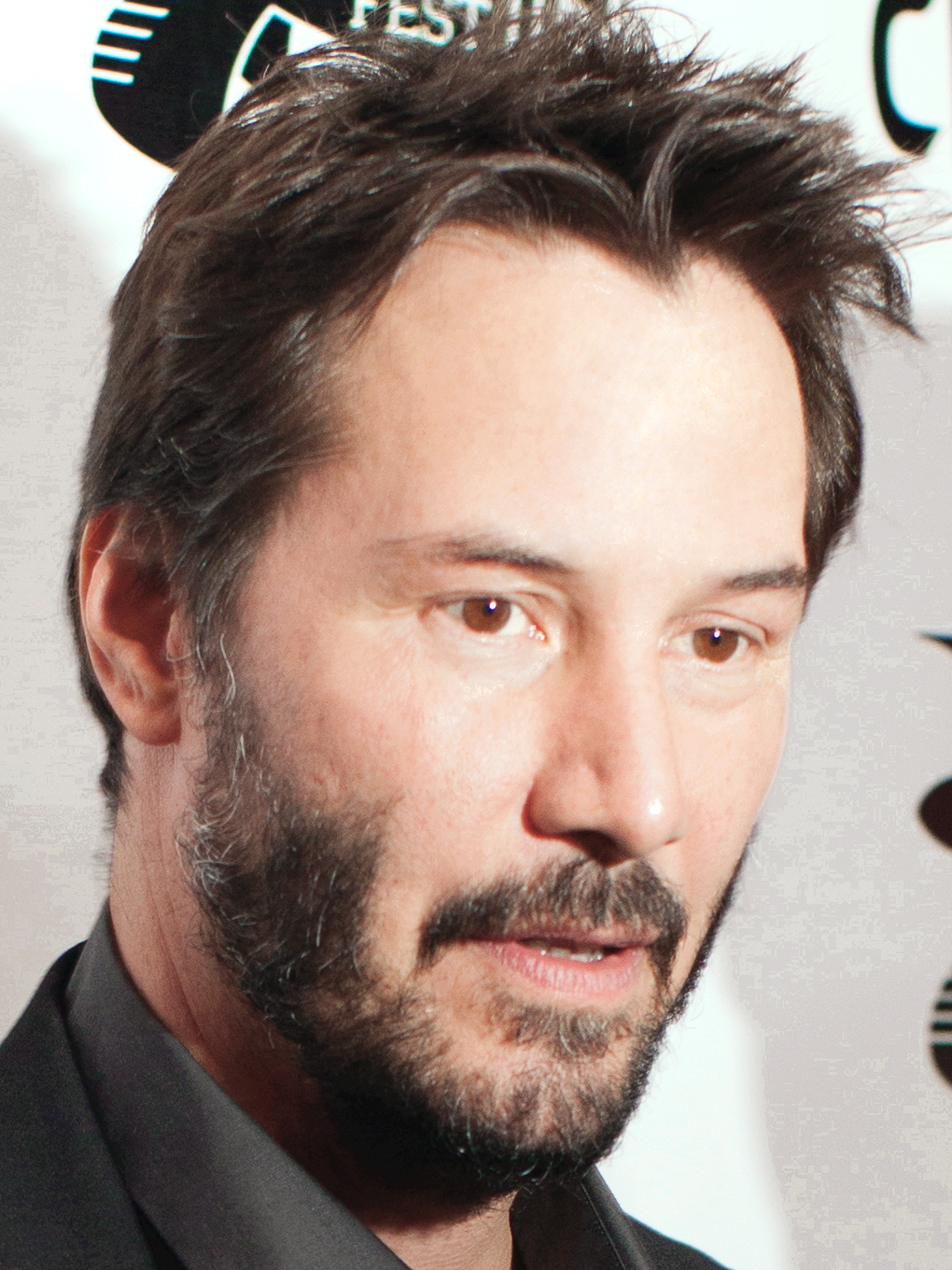
Keanu Reeves vítěz v kategorii nejlepší herec a nejlepší souboj

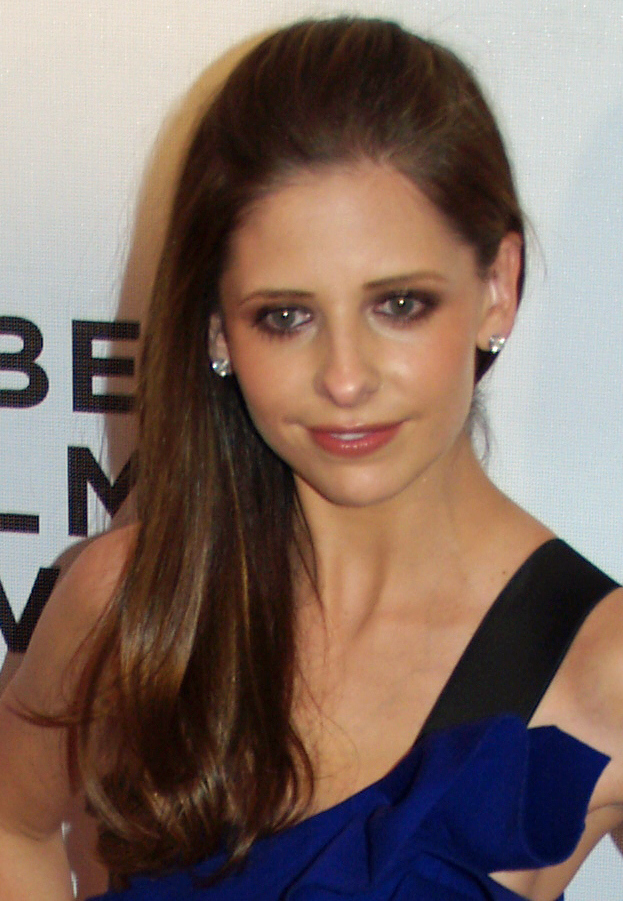
Sarah Michelle Gellar, vítězka v kategorii nejlepší herečka a nejlepší polibek

- D'Angelo – „Devil's Pie“
- 'N Sync – „It's Gonna Be Me“
- Metallica – „I Disappear“

## Nominace a ocenění
| Film roku | Film roku |
| --- | --- |
| - Matrix - Americká krása - Prci, prci, prcičky - Austin Powers: Špion, který mě vojel - Šestý smysl | |
| Nejlepší herec | Nejlepší herečka |
| Keanu Reeves – Matrix - Jim Carrey – Muž na Měsíci - Ryan Phillippe – Velmi nebezpečné známosti - Adam Sandler – Velký táta - Bruce Willis – Šestý smysl | Sarah Michelle Gellar – Velmi nebezpečné známosti - Drew Barrymoreová – Nepolíbená - Neve Campbell – Vřískot 3 - Ashley Judd – Dvojí obvinění - Julia Roberts – Nevěsta na útěku |
| Objev roku: muž | Objev roku: žena |
| Haley Joel Osment – Šestý smysl - Wes Bentley – Americká krása - Jason Biggs – Prci, prci, prcičky - Michael Clarke Duncan – Zelená míle - Jamie Foxx – Vítězové a poražení                                                                                            | Julia Stiles – Deset důvodů, proč tě nenávidím - Selma Blairová – Velmi nebezpečné známosti - Shannon Elizabeth – Prci, prci, prcičky - Carrie-Anne Moss – Matrix - Hilary Swank – Kluci nepláčou |
| Nejlepší dvojice | Nejlepší zloduch |
| Mike Myers a Verne Troyer – Austin Powers: Špion, který mě vojel - Tom Hanks a Tim Allen – Toy Story 2: Příběh hraček - Keanu Reeves a Laurence Fishburne – Matrix - Adam Sandler a Dylan a Cole Sprouse – Velký táta - Bruce Willis a Haley Joel Osment – Šestý smysl | Mike Myers – Austin Powers: Špion, který mě vojel - Matt Damon – Talentovaný pan Ripley - Sarah Michelle Gellar – Velmi nebezpečné známosti - Ray Park – Star Wars: Skrytá hrozba - Christopher Walken – Ospalá díra |
| Nejlepší komediální výkon | Nejlepší polibek |
| Adam Sandler – Velký táta - Jason Biggs – Prci, prci, prcičky - Ice Cube – Zkurvenej pátek - Mike Myers – Austin Powers: Špion, který mě vojel - Parker Posey – Vřískot 3                                                                                              | - Sarah Michelle Gellar a Selma Blairová – Velmi nebezpečné známosti - Drew Barrymoreová a Michael Vartan – Nepolíbená - Katie Holmes a Barry Watson – Pomsta - Hilary Swank a Chloë Sevigny – Kluci nepláčou |
| Nejlepší souboj | Nejlepší hudební scéna |
| Keanu Reeves vs. Laurence Fishburne – Matrix - Mike Myers vs. Verne Troyer – Austin Powers: Špion, který mě vojel - Liam Neeson a Ewan McGregor vs. Ray Park – Star Wars: Skrytá hrozba - Edward Norton vs. on sám – Klub rváčů                                        | - Terrence a Philip – “Uncle F**ka“ (South Park: Peklo na Zemi) - Heath Ledger – “Can't Take My Eyes Off You“ (Deset důvodů, proč tě nenávidím) - Mike Myers a Verne Troyer – “Just the Two of Us“ (Austin Powers: Špion, který mě vojel) - Matt Damon, Jude Law a Rosario Fiorello – “Tu Vuo' Fa L'Americano“ (Talentovaný pan Ripley) |
| Nejlepší akční scéna | Nejlepší nový filmař |
| Závod – Star Wars: Skrytá hrozba - Poslední scéna – Záhada Blair Witch - Scéna na střeše budovy – Matrix - Scéna s písečným monstrem – Mumie | Spike Jonze – V kůži Johna Malkoviche |